# Шахід Капур
Шахід Капур (нар. 25 лютого 1981) — індійський актор, який знімається у фільмах хінді. Спочатку отримав визнання за романтичні ролі, з тих пір він знімався в бойовиках і трилерах, і є лауреатом кількох нагород, у тому числі трьох Filmfare Awards.

## Раннє життя
Шахід Капур народився в Нью-Делі 25 лютого 1981 року в сім'ї актора Панкаджа Капура та акторки-танцюристки Неліма Азіма.

## Кар'єра
Син акторів Панкаджа Капура та Неліми Азіма, Капур навчався на танцюриста в академії Шіамак Давар. Він з'явився як танцюрист у кількох фільмах 1990-х років, а також знявся в музичних кліпах і телевізійній рекламі. У кіно він дебютував у 2003 році, виконавши головну роль у романтичній комедії Ishq Vishk, сплячий хіт, за який він отримав Нагорода Filmfare за найкращий чоловічий дебют. Після цього він знявся в кількох комерційних невдачах, перш ніж знятися в найкасовішій сімейній драмі Сураджа Барджатья Vivah (2006).
Капур отримав похвалу за роль проблемного бізнесмена в романтичній комедії Імтіаз Алі Jab We Met (2007) і брати-близнюки в бойовику Вішала Бхардваджа Kaminey (2009). Подальше визнання принесло зображення персонажа Гамлета у трагедії Бхардваджа Haider (2014) і наркозалежна співачка в кримінальній драмі Udta Punjab (2016). За перший він отримав Нагорода Filmfare за найкращу чоловічу роль, а за другий, він отримав Filmfare Critics Award за найкращу чоловічу роль. Найкасовіші релізи Капура прийшли з періодом драми Padmaavat (2018) і романтична драма Kabir Singh (2019). З тих пір він знявся в кримінальному драматичному серіалі Farzi і бойовик Bloody Daddy (обидва 2023).
Окрім акторської діяльності, Капур підтримує благодійні організації, веде церемонії нагородження та виступає суддею талантів у танцювальному реаліті-шоу Jhalak Dikhhla Jaa Reloaded (2015). Він одружений на Мірі Раджпут, з якою має двох дітей.

## Подяки
Капур отримав три Filmfare Awards: Найкращий чоловічий дебют для Ishq Vishk (2003), Кращий актор для Haider (2014), і Премія критиків за найкращу чоловічу роль для Udta Punjab (2016). Він отримав ще чотири номінації за найкращу чоловічу роль на церемонії Jab We Met (2007), Kaminey (2009), Udta Punjab (2016), і Kabir Singh (2019).